# فراشة ستيماتوفورا
ستيماتوفورا بيزاكاينيكاليس (الاسم العلمي: Stemmatophora byzacaenicalis) هيا نوع من عثة من جنس Stemmatophora. وقد وصفه إميل لويس راجونوت عام 1887 وهيا معروفه بتوجدها في دولة تونس. وقد يكون تم تسجيلها أيضًا في قبرص